# Christian E.O. Jensen
Christian Erasmus Otterstrøm Jensen, född 11 juni 1859, död 4 oktober 1941, var en dansk apotekare och bryolog.
Christian Jensen ägnade sig tidigt åt studiet av vitmossorna och blev genom sin monografi De danske Sphagnum-arter (1890) vid sidan av Edmund Russow och Carl Warnstorf en av sphagnologins märkesmän. Även inom övriga mossgrupper nedlade han ett värdefullt arbete. Bland annat behandlade han Novaja Zemljas, Grönlands och Färöarnas mossflora. Sitt vetande inom nordisk bryologi samlade han i Skandinaviens bladmossflora (1939).